# 앵초
앵초(櫻草)는 천국문을 여는 열쇠라는 별명을 가지고 있고 앵초과에 속하는 여러해살이풀이다. 생약명으로는 앵초(櫻草), 취란화(翠蘭花)이며 속명으로는 취란화, 깨풀, 연앵초로 불린다. 한국에서 중국 북동부, 시베리아에 걸쳐 분포한다.

## 생태
높이는 20cm 안팎이다. 땅속으로 얕게 뿌리줄기가 있으며 번식력이 좋고 군생한다. 긴 타원형의 잎이 뿌리에서 여러 장 나오는데, 가장자리에 톱니가 있고 부드러운 털이 빽빽이 나며 잎자루는 길다. 4-5월에 20cm 정도의 꽃줄기가 나오며 끝에 홍자색의 꽃이 몇 개 핀다. 꽃은 7월경에 산형꽃차례를 이루면서 줄기 끝에 달린다. 꽃잎은 5장이고 지름 약 2cm이며, 꽃잎 끝에 톱니가 있고 기부는 통모양이다. 수술은 5개, 암술은 1개이다. 수술의 위치와 암술대 길이에 따라 긴암술대꽃과 짧은암술대꽃이 있는데 이것은 포기에 따라 정해지는 앵초류 공통의 특징이다. 꽃잎의 모양과 꽃색깔에서 변이가 나오기 쉬워 원예품종이 많다.

## 재배 및 관리
보습성이 있으면서도 배수가 잘 되는 토양에서 키운다. 여름의 강한 광선과 고온 및 건조에 약하다. 서늘하고 밝은 반그늘에서 키우면서 물을 충분히 준다. 특히 한여름에는 물주기에 각별히 신경을 써야 한다. 겨울철 휴면기에도 화분을 완전히 말려서는 안 된다.

## 사진

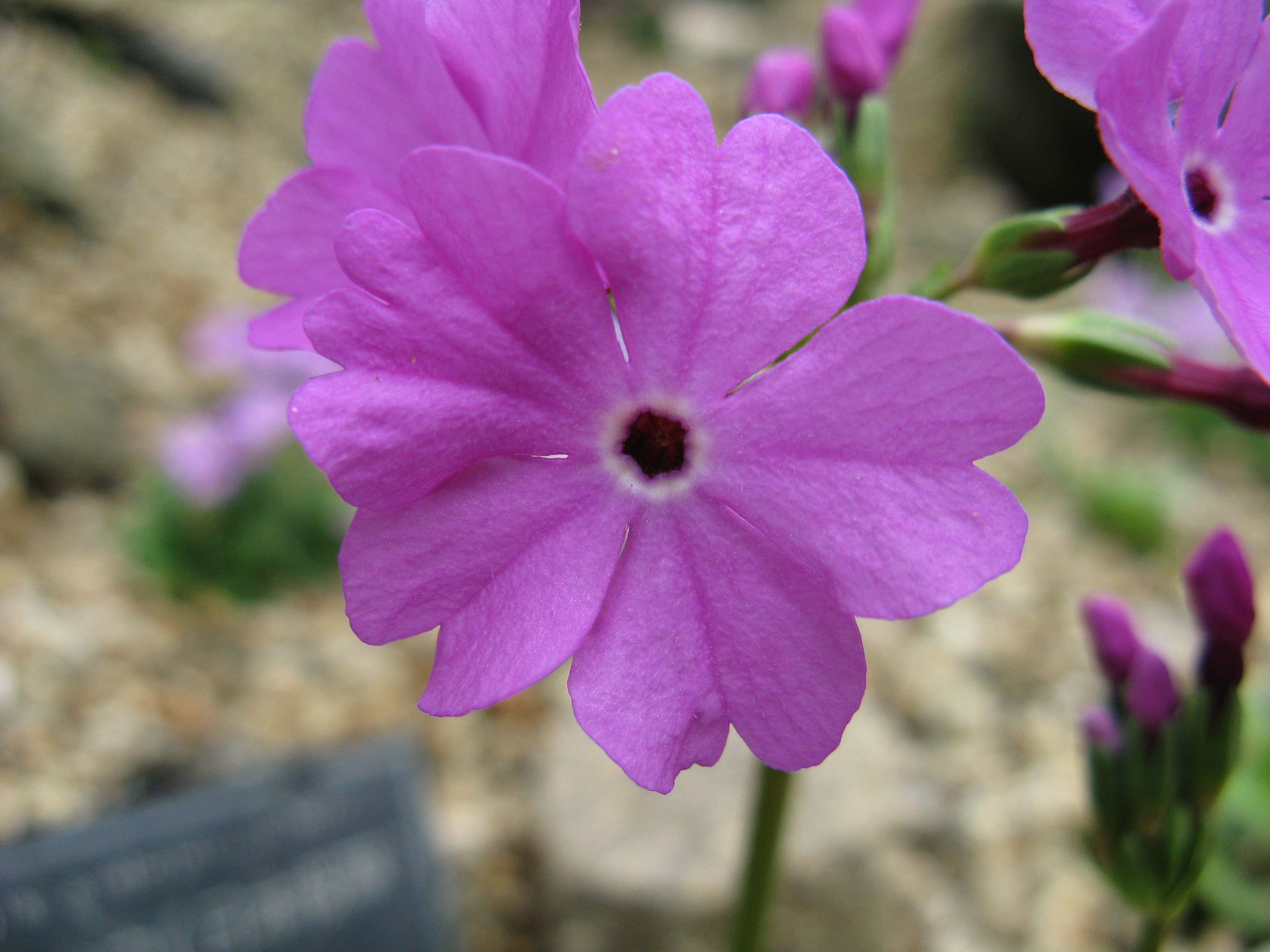
꽃

## 참고 문헌
- 이 문서에는 다음커뮤니케이션(현 카카오)에서 GFDL 또는 CC-SA 라이선스로 배포한 글로벌 세계대백과사전의 내용을 기초로 작성된 글이 포함되어 있습니다.